# Glycyrrhiza squamulosa
Glycyrrhiza squamulosa är en ärtväxtart som beskrevs av Adrien René Franchet. Glycyrrhiza squamulosa ingår i släktet Glycyrrhiza och familjen ärtväxter. Inga underarter finns listade i Catalogue of Life.